# Cruz da Ordem de Cristo

Cruz da Ordem de Cristo

A Cruz da Ordem de Cristo ou Cruz de Portugal é o emblema da histórica Ordem de Cristo, (também chamada Ordem dos Cavaleiros de Cristo) de Portugal. Desde então tornou-se um símbolo intrínseco a Portugal, usado, por exemplo, nas velas das naus do tempo dos Descobrimentos, pela Força Aérea Portuguesa, nos navios da Marinha Portuguesa e na bandeira da Região Autónoma da Madeira. É usada também no brasão de Tomar, juntamente com a Cruz Templária, cidade que foi sede da Ordem dos Templários no Reino de Portugal e da Ordem de Cristo, sucessora da anterior. Na definição heráldica, trata-se de uma cruz pátea, encarnada, carregada com uma cruz branca, podendo ser a comenda em formato latino e a sua insígnia em formato grego.

## História
Já no século XIX, passou a representar a Ordem Militar de Cristo, em Portugal, e a Imperial Ordem de Cristo, no Brasil. Hoje, a Cruz de Cristo está presente em muitas bandeiras e emblemas de Portugal e do Brasil. Exemplos são a bandeira da cidade de São Paulo, o seu uso em brasões de várias cidades e municípios portugueses e brasileiros, os escudos das seleções nacionais de futebol portuguesa e brasileira. A cruz de Cristo também estava presente no brasão e na bandeira do antigo Império do Brasil.
Foi também o símbolo do Movimento Nacional-Sindicalista, um grupo nacionalista e tradicionalista, associada ao Integralismo Lusitano, do início dos anos de 1930, em Portugal.
É muito comum, no Brasil e no estrangeiro, designarem esta como Cruz de Malta, enquanto generalidade das cruzes páteas. Não confundir, igualmente, com a Cruz de Portugal, monumento nacional português localizado na cidade de Silves.
Devido à liberdade artística, em grande parte advinda das obras do aquarelista Roque Gameiro, a Cruz da Ordem de Cristo foi representada de várias formas, ora inteiramente encarnada, ora inteiramente branca com fina borda vermelha.

## Tipos
A Cruz da Ordem de Cristo tem sido desde a época dos descobrimentos um dos mais importantes símbolos nacionais, embora a sua origem seja ainda mais remota. A cruz vermelha de hastes simétricas, com uma cruz branca sobreposta, era o símbolo da Ordem Militar de Cristo, fundada por D. Dinis em 1317, na sequência da extinção da Ordem dos Templários. A Cruz é um dos símbolos mais antigos da humanidade. Surgiu em variadas versões bem antes da Era Comum, e foi adotada por várias religiões. Os Cruzados adotaram como emblema uma das cruzes mais antigas da humanidade, a Cruz Copta. No século II, uma dissidência cristã, chamada copta, adotou uma versão desta cruz.
As Cruzes de Cristo têm um misticismo muito próprio e talvez por isso sejam adotadas para símbolos de várias organizações onde se espera que elas sirvam como incentivo à coragem, respeito e esforço pela vitória, como por exemplo alguns moto clubes. A Cruz da Ordem de Cristo, não é uma, mas sim duas cruzes. A Cruz de Cristo é uma derivação da Cruz da Ordem dos Templários, ou Ordem do Templo. A cruz da referida ordem era uma cruz vermelha de braços abertos.
Quando a Ordem do Templo foi perseguida em toda a Europa, o Rei em Portugal mandou que se verificasse se havia algo a apontar à ordem, e foi determinado que os Cavaleiros da Ordem do Templo em Portugal estavam inocentes. Posteriormente, a Ordem dos Templários foi extinta, mas em sua substituição foi criada em Portugal a Ordem de Cristo. O símbolo da Ordem de Cristo é a mesma cruz vermelha de braços abertos, sobre a qual foi colocada uma Cruz Grega. A mensagem era simples: "Estes são os Cavaleiros do Templo  que estão inocentes (Cruz Grega colocada em cima da vermelha). É daí que nasce a  Cruz da Ordem de Cristo que conhecemos". 

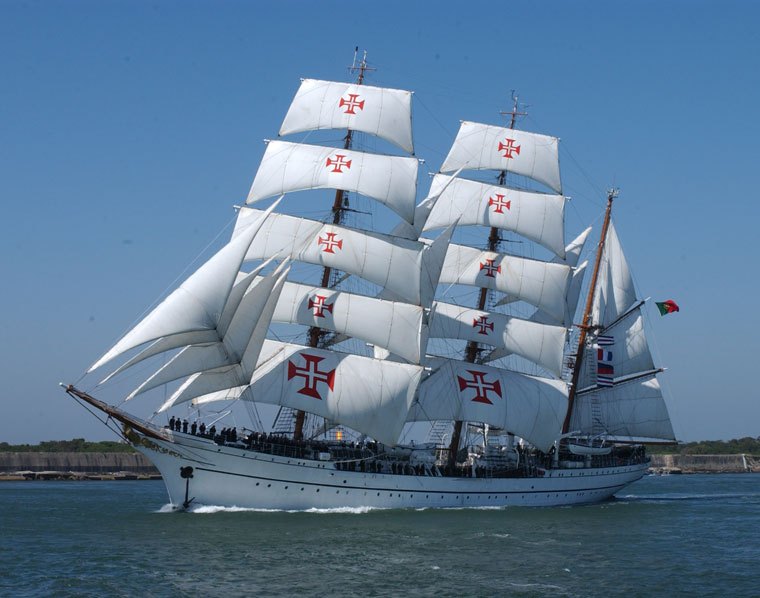
N.R.P. Sagres III, Navio-Escola de Portugal

A Cruz da Ordem Militar de Cristo nas velas das naus de portuguesas na época dos Grandes Descobrimentos, a da Primeira Bandeira hasteada em solo Brasileiro (Ilha de Vera Cruz, depois Terra de Santa Cruz), da Bandeira do Reino do Brasil e a Cruz da Bandeira Nacional Imperial Brasileira.
A Bandeira da Ordem de Cristo foi também o primeiro símbolo do Brasil e hoje existem muitos municípios brasileiros que possuem a imagem da Cruz na sua Bandeira ou no seu Brasão. Algumas vezes a imagem é estilizada e modificada, não correspondendo ao formato original da Cruz da Ordem de Cristo. Também a Seleção Portuguesa de Futebol, Seleção Brasileira, o Clube de Regatas Vasco da Gama e o Clube de Futebol "Os Belenenses" possuem a imagem estilizada da Cruz da Ordem de Cristo nos seus Brasões. (...) Ela indicava a grandeza e o poderio que Portugal naquela altura (época) tinha, e mesmo que hoje já não seja assim, não deixa de impressionar, pois os ventos da História ainda não se extinguiram e continuam a soprar nas velas do NRP Sagres.

## Uso da cruz em Portugal

Clube de Futebol Os Belenenses
Emblema da Ordem de Cristo
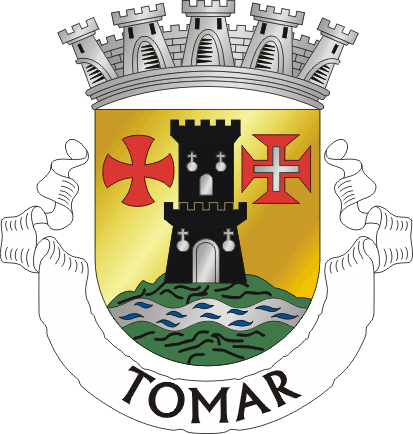
Brasão de Tomar, sede da ordem (Portugal)
Brasão de Penafiel
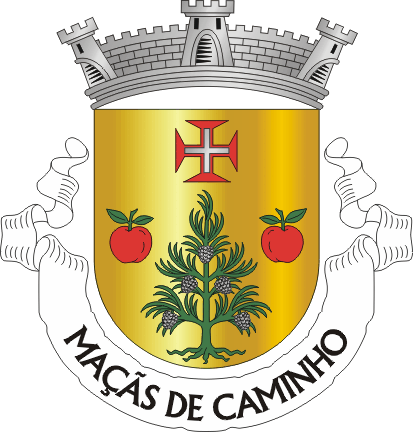
Brasão da freguesia de Maçãs de Caminho, Alvaiázere
Distintivo do Chefe de Estado-Maior da Armada
Insígnia da Força Aérea Portuguesa
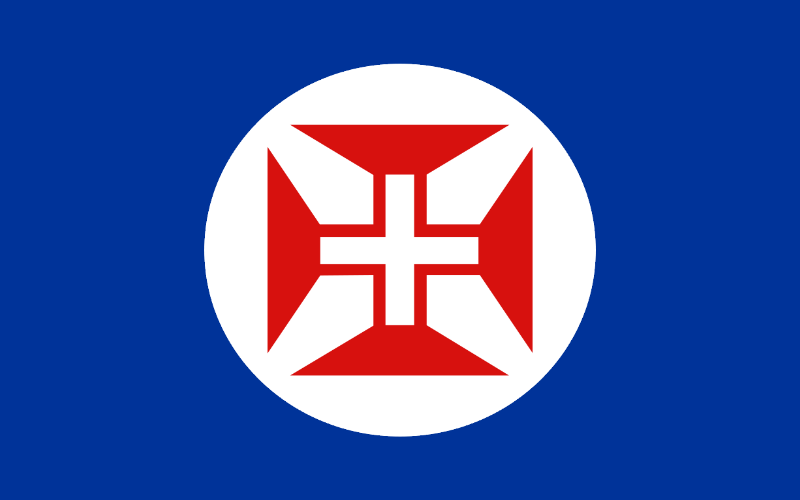
Bandeira do Movimento Nacional-Sindicalista
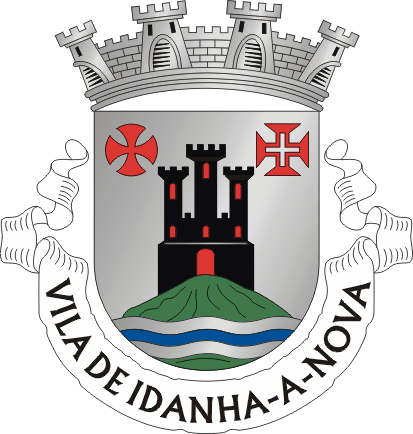
Brasão de Idanha-a-Nova
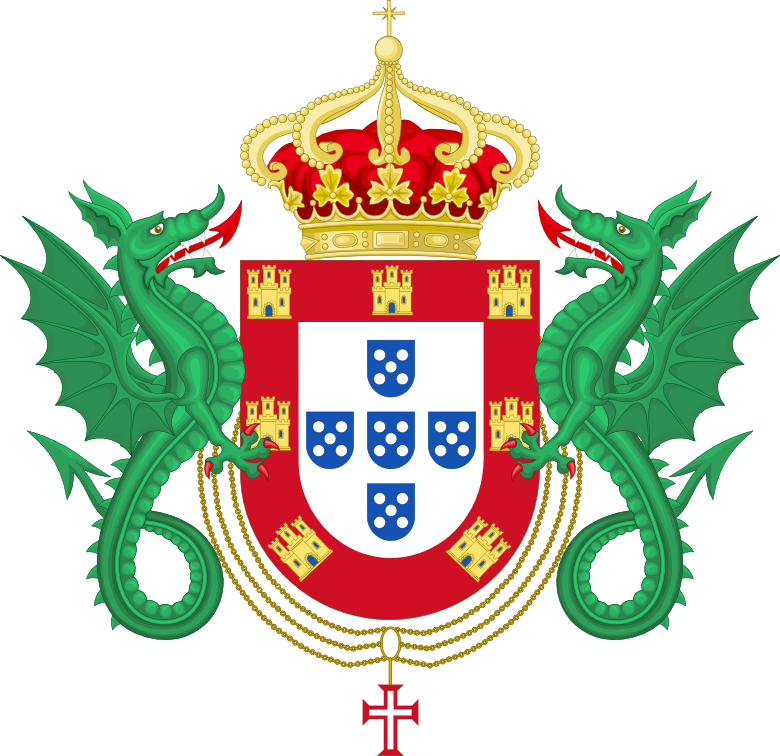
Brasão do Reino de Portugal
Brasão dos Açores, Portugal
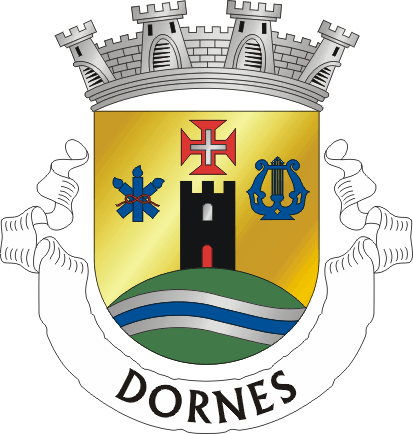
Brasão da freguesia de Dornes, Ferreira do Zêzere
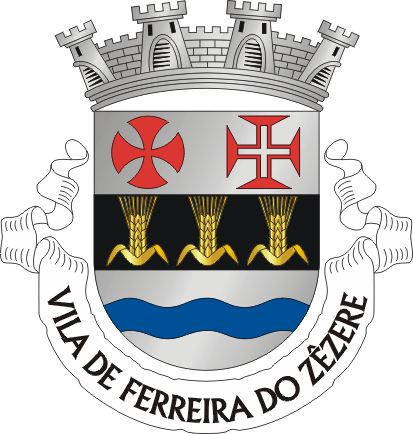
Brasão de Ferreira do Zêzere
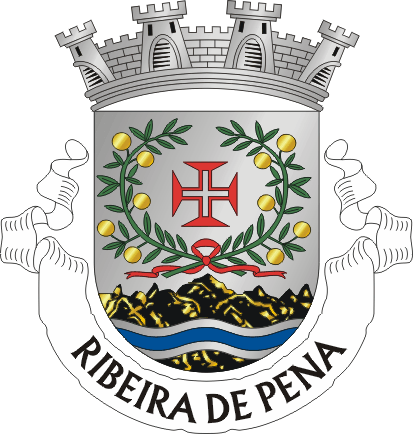
Brasão de Ribeira de Pena
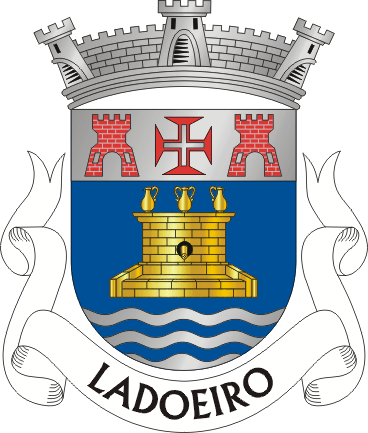
Brasão da freguesia de Ladoeiro, Idanha-a-Nova
Brasão de Nisa
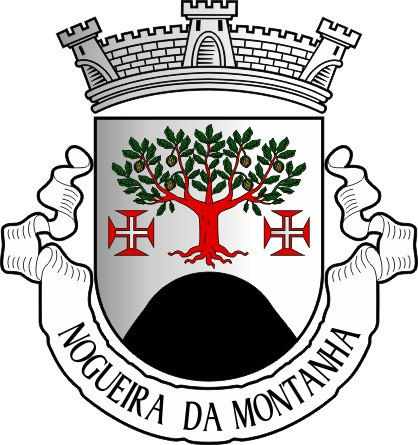
Brasão da freguesia de Nogueira da Montanha, Chaves
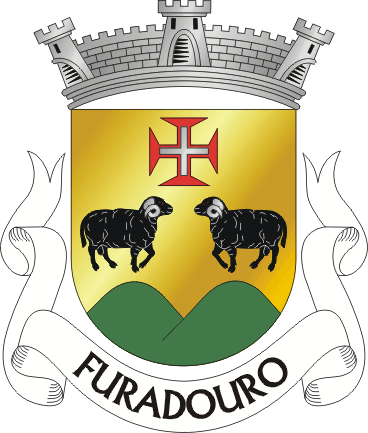
Brasão da freguesia de Furadouro, Condeixa-a-Nova
Bandeira da Madeira (Portugal)
Brasão da Madeira (Portugal)
Brasão de Mogadouro
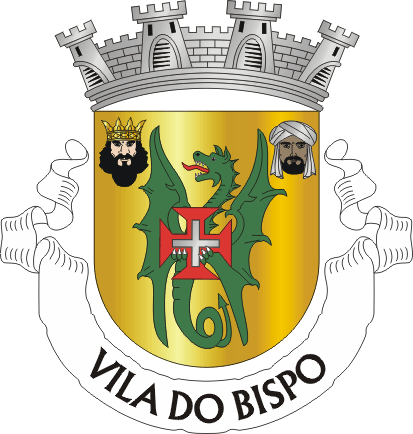
Brasão de Vila do Bispo
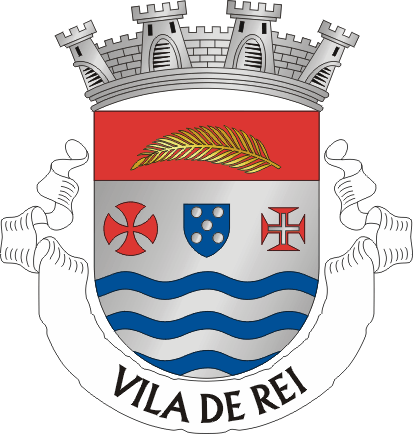
Brasão de Vila de Rei
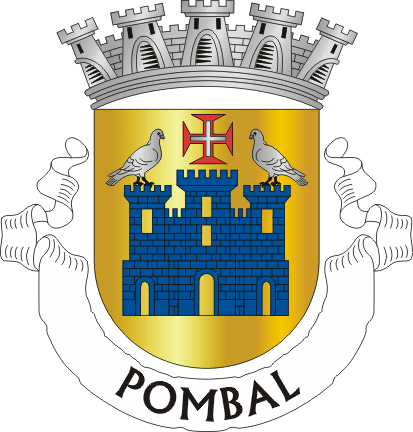
Brasão de Pombal
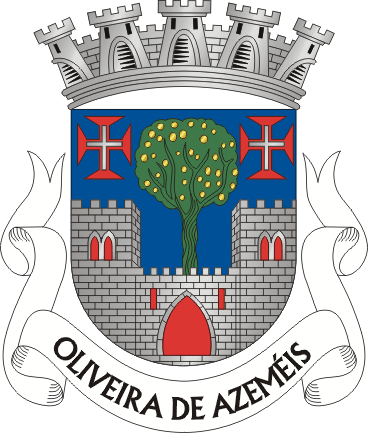
Brasão de Oliveira de Azeméis
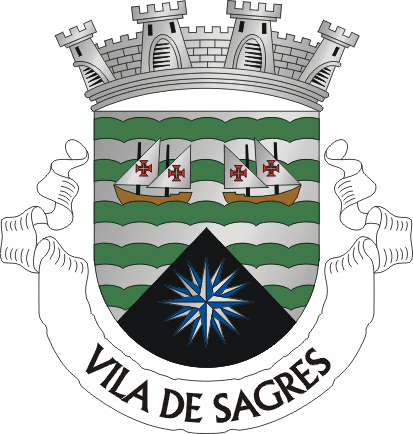
Brasão da freguesia de Sagres, Vila do Bispo
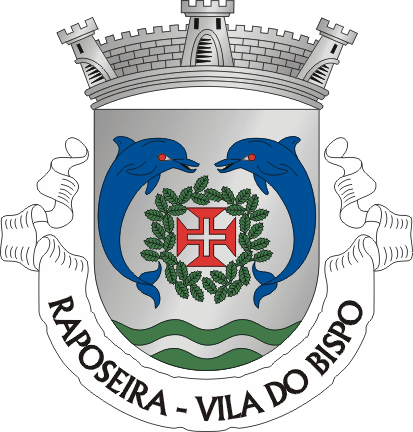
Brasão da freguesia de Raposeira, Vila do Bispo
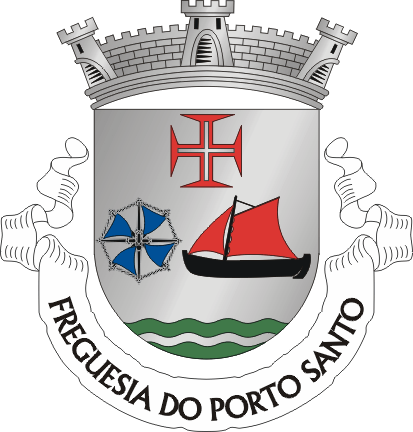
Brasão da freguesia de Porto Santo, Porto Santo
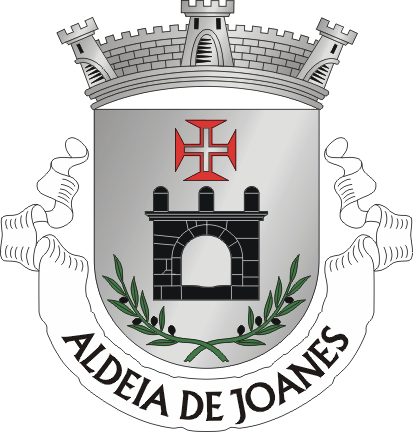
Brasão da freguesia de Aldeia de Joanes, Fundão
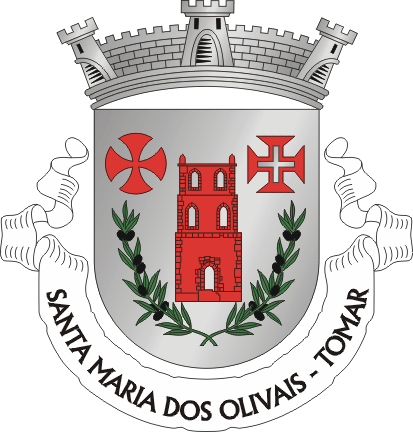
Brasão da freguesia de Santa Maria dos Olivais (Tomar)
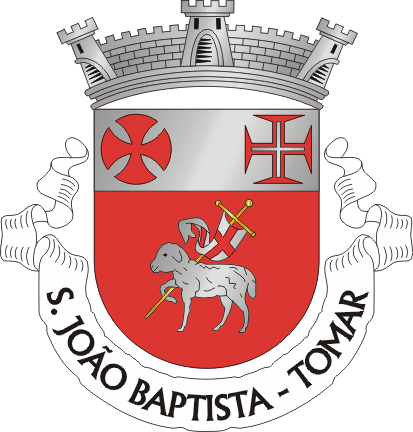
Brasão da freguesia de São João Baptista, Tomar
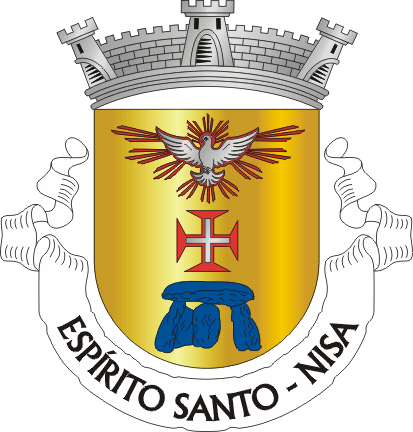
Brasão da freguesia de Espírito Santo, Nisa
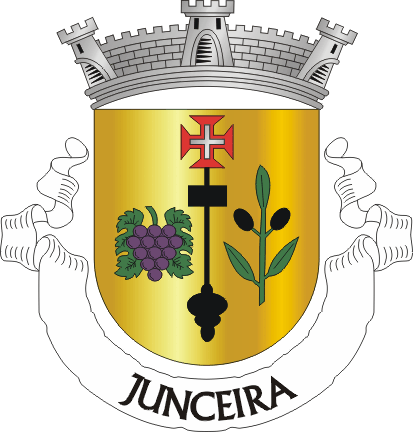
Brasão da freguesia de Junceira, Tomar
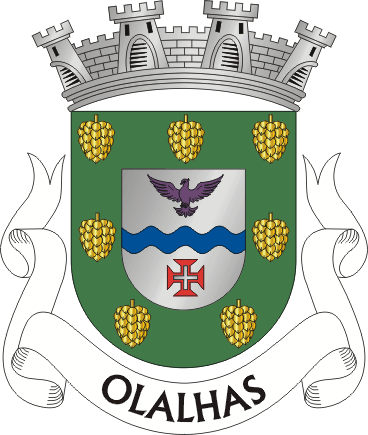
Brasão da freguesia de Pedreira, Tomar
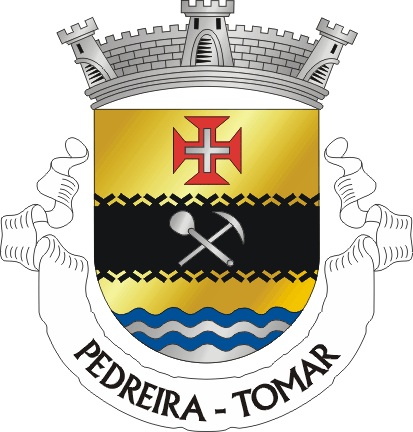
Brasão da freguesia de Pedreira, Tomar
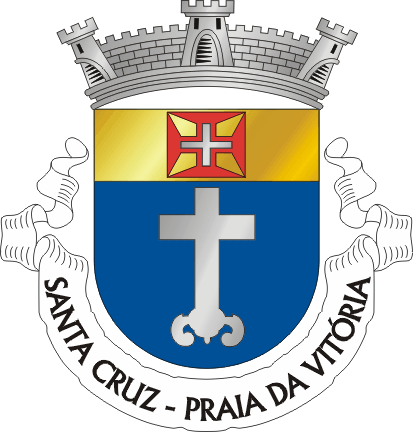
Brasão de armas da freguesia de Santa Cruz (Praia da Vitória), Açores
Bandeira da restauração da independência de Portugal (1640)

## Uso da cruz no Brasil

Bandeira naval do comércio do Brasil (Portugal)
Bandeira da Cisplatina (1815-1828)
Bandeira do Reino do Brasil (1822)
Bandeira do Império do Brasil (19 estrelas, 1822-1889)
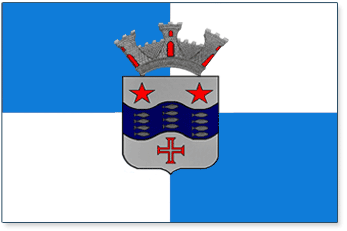
Arujá
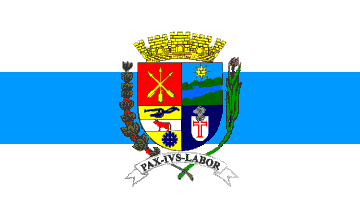
Barra Mansa
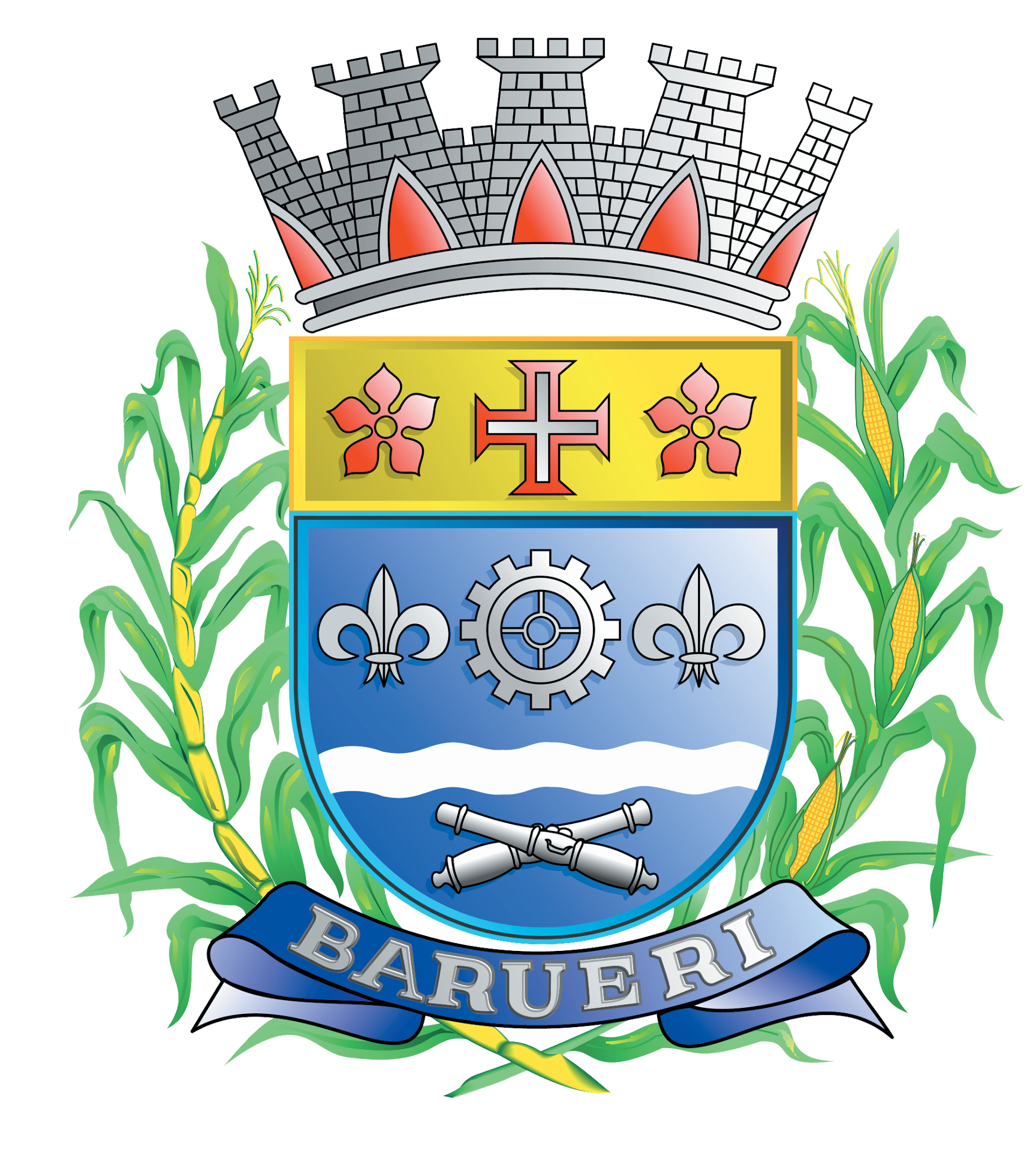
Barueri
Batatais
Campo Grande
Cananeia
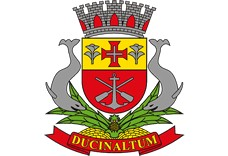
Caraguatatuba
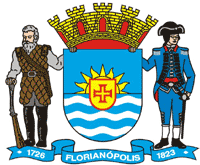
Florianópolis
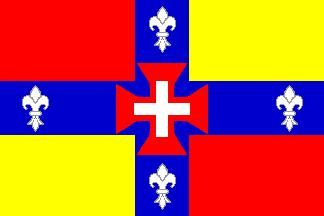
Iguape
Joinville
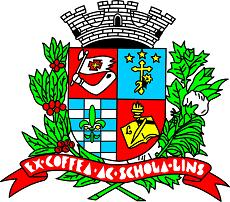
Lins
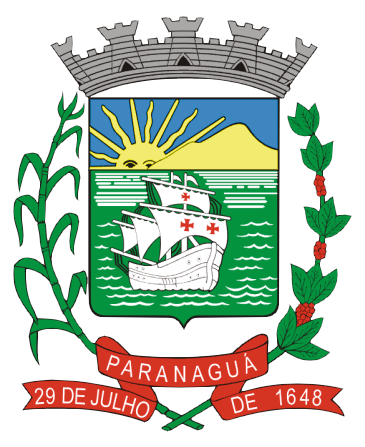
Paranaguá
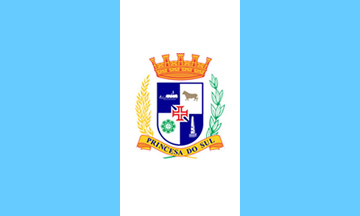
Pelotas
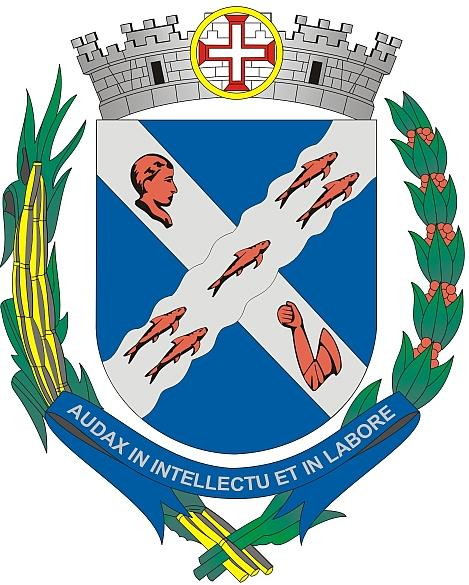
Piracicaba
Porto Alegre
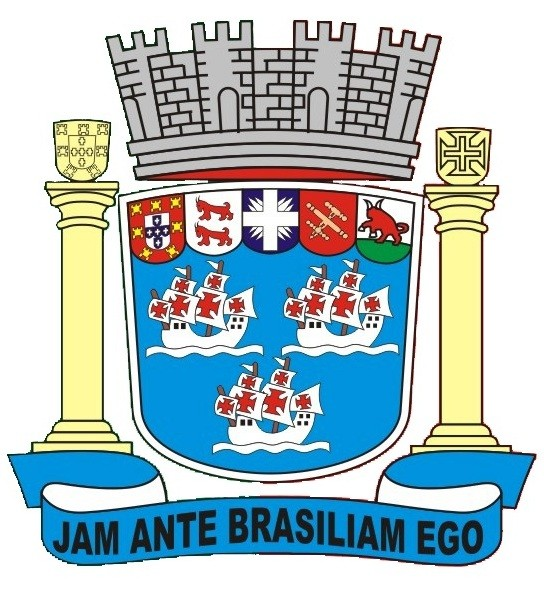
Porto Seguro
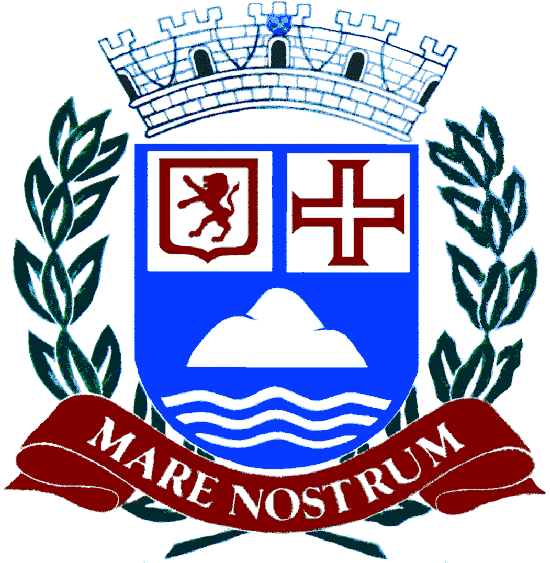
Praia Grande
Santa Bárbara d'Oeste
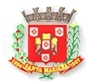
Santa Mariana
Bandeira da Cidade de São Paulo (Brasil)
São Paulo
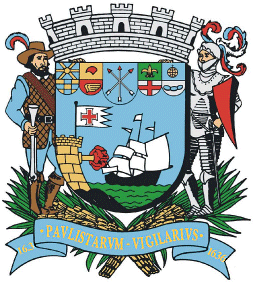
São Sebastião
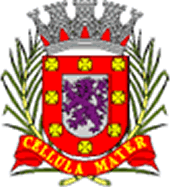
São Vicente (SP)
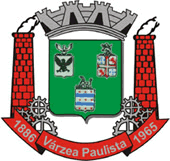
Várzea Paulista
Jundiaí
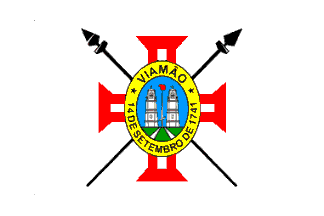
Viamão
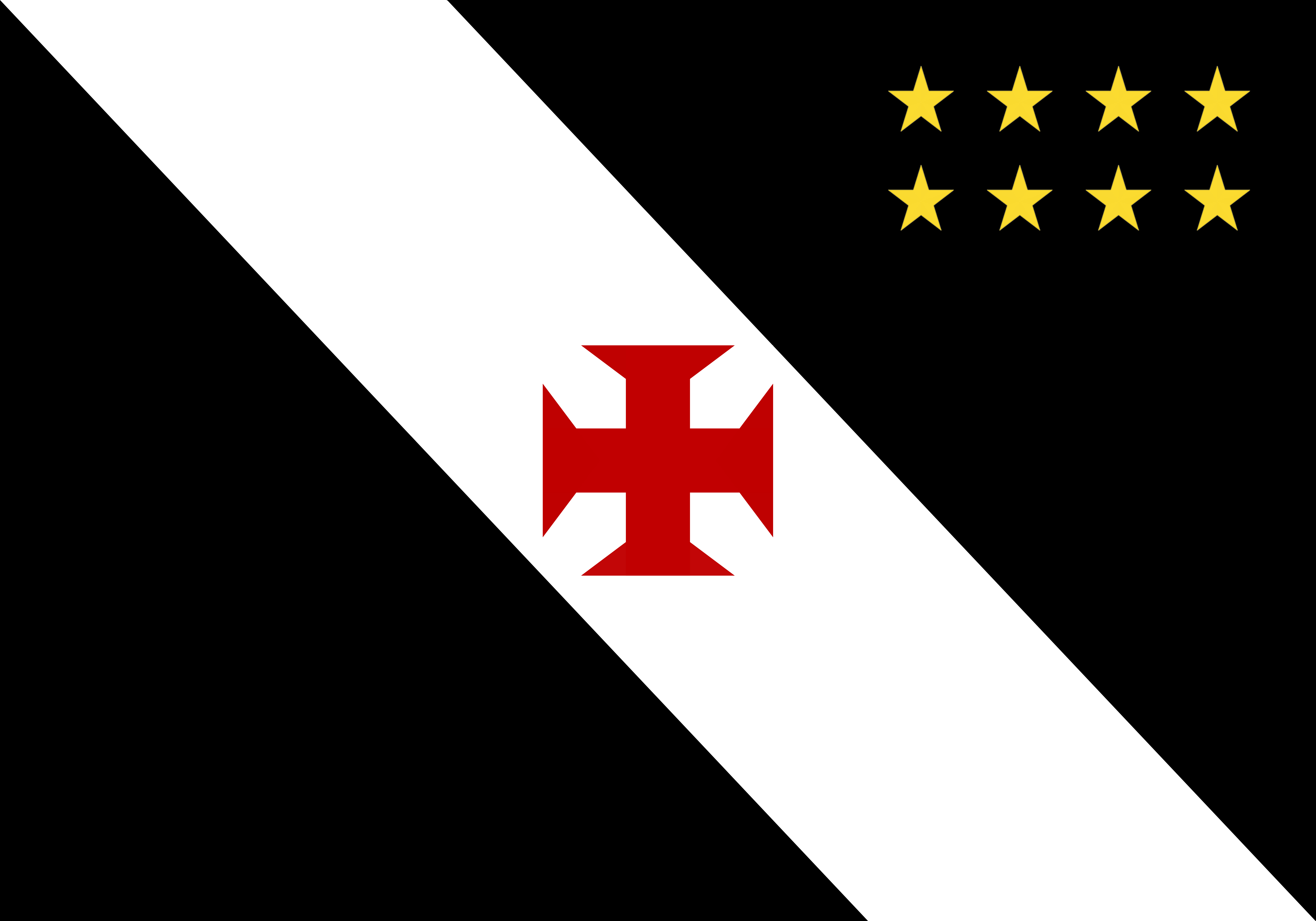
Bandeira do Club de Regatas Vasco da Gama
Símbolo da Confederação Brasileira de Futebol